# Liste der Theater in Nürnberg
Nürnberg verfügt über eine Vielzahl an Theatern, die hier im Überblick aufgeführt sind.

## Aktuelle Theater
| Theater                           | Beschreibung | Gegründet | Bild           |
| --------------------------------- | --- | --------- | -------------- |
| Allmächd Knud                     | Improvisationstheater mit festem Ensemble und wechselnden Spielstätten |           |                |
| Bühne Altstadthof                 | freie Bühne für Schauspiel in einer Brauerei | 1984      |                |
| Comoedia Mundi                    | Tourneetheater mit internationalem Ensemble und wechselnden Mitgliedern | 1983      |                |
| Culinartheater Nürnberg           | Privattheater in der Waldschänke im Tiergarten Nürnberg; Restaurant mit Theaterveranstaltungen | 1996      |                |
| Das Theaterprojekt                | freies professionelles Theater; eingetragener gemeinnütziger Verein; Förderung durch die Stadt Nürnberg und den Bezirk Mittelfranken | 2003      |                |
| ex & hopp                         | Improvisationstheater mit festem Ensemble und wechselnden Spielstätten | 1995      |                |
| Gostner Hoftheater                | Privattheater im Stadtteil Gostenhof; betrieben durch den Verein Gostner Hoftheater e. V. | 1979      | weitere Bilder |
| Hieronymus Zott                   | Improvisationstheater mit festem Ensemble und wechselnden Spielstätten |           |                |
| holterdiepolter!                  | Improvisationstheater mit festem Ensemble und wechselnden Spielstätten | 1991      |                |
| KleinKunstBühne Bammes            | freie Kleinkunstbühne mit Kabarett, Comedy, Magie, Lesungen und Musik | 2011      |                |
| Kunst und Drama                   | Tourneetheater mit wechselndem Ensemble | 2008      |                |
| Latente Talente                   | freie Amateurtheatergruppe; wechselnde Spielstätten | 1994      |                |
| Metropoltheater Nürnberg          | Spartentheater mit Unterhaltung, Musical und Musik-Revue-Theater | 2013      |                |
| Musicalbühne Nürnberg             | freie Musical-Theatergruppe im Stadtteil Glockenhof; Spielstätte seit 2011 ehemaliges Adlon-Lichtspielhaus; davor im ehemaligen Kino Filmeck | 2004      |                |
| Musicalcompany Nürnberg           | freies Musical-Ensemble, bis 2001 Kooperation mit der Wilhelm-Löhe-Schule | 1998      |                |
| Nürnberger Burgtheater            | Theater für Kabarett, Comedy und Kleinkunst; betrieben durch den Verein Nürnberger Burgtheater e. V.; früherer Spielort bis 1984 in der Weißgerbergasse | 1982      |                |
| Nürnberger Marionettentheater     | Marionettentheater im Apollontempel im Cramer-Klett-Park | 1949      |                |
| Objektif Sahne                    | Türkischsprachiges Privattheater im Stadtteil Veilhof an der Sulzbacher Straße | 1997      | weitere Bilder |
| Paradies Revue-Theater            | Travestietheater im Stadtteil Galgenhof; zweitältestes Travestietheater Deutschlands | 1978      |                |
| Pocket Opera Company              | Oper an wechselnden, ausgefallenen Spielstätten; Deutschlands ältestes freies und mobiles Musiktheater | 1974      |                |
| Rollenrausch                      | Improvisationstheater mit festem Ensemble und wechselnden Spielstätten |           |                |
| Theater rote Bühne                | Kleinkunsttheater im Stadtteil St. Peter; Veranstaltungen aus den Bereichen Theater, Kabarett, Musik und Tanz | 2006      |                |
| Russisches Theater Nürnberg       | russischsprachiges Theaterensemble mit wechselnden Spielstätten |           |                |
| Staatstheater Nürnberg            | eines der großen Mehrspartentheater in Deutschland; vierte Staatsbühne im Freistaat Bayern; aus den ehemaligen Städtischen Bühnen Nürnberg hervorgegangen; Sparten: Oper, Schauspiel, Ballett und Konzert; Spielstätten: Opernhaus, Schauspielhaus und Meistersingerhalle | 2005      | weitere Bilder |
| Thalias Kompagnons                | Theater der beiden in Nürnberg ansässigen Puppenspieler und Regisseure Joachim Torbahn und Tristan Vogt; Repertoire umfasst Stücke für Erwachsene und Kinder; zunächst als Tourneetheater gegründet                                                                       | 1990      |                |
| Theater der Altstadt Nürnberg     | freies Theater mit Erwachsenen- und Kinderstücken; betrieben durch den Verein Theater der Altstadt Nürnberg e. V. | 1959      |                |
| Theater Pfütze                    | freies Theater am Rathenauplatz; zunächst als mobiles Theater unterwegs; erste feste Spielstätte von 1997 bis 2007 im Stadtteil Gostenhof; Kinder- und Erwachsenentheater                                                                                                 | 1986      | weitere Bilder |
| Theater Salz + Pfeffer            | Privattheater im Stadtteil Tafelhof; betrieben durch den Verein zur Förderung kultureller Projekte im Theater Salz + Pfeffer e. V.; Figurentheater, aber auch Konzerte, Dichterlesungen und Comedy-Shows                                                                  | 1997      | weitere Bilder |
| Theater von Menschen für Menschen | mobiles Theater mit festem Ensemble | 1983      |                |
| Theater Zwangsvorstellung         | Improvisationstheater mit festem Ensemble und wechselnden Spielstätten |           |                |
| Theater zwo sieben                | Jugend- und Kindertheater mit wechselnden Spielstätten | 1981      |                |
| Theater 4                         | freies Theaterensemble mit wechselnden Spielstätten | 2005      |                |
| Volle Möhre!                      | Improvisationstheater mit festem Ensemble und wechselnden Spielstätten | 2000      |                |
| 6 auf Kraut                       | Improvisationstheater mit festem Ensemble und wechselnden Spielstätten | 1990      |                |

## Kindertheater
| Theater                       | Beschreibung | Gegründet | Bild           |
| ----------------------------- | --- | --------- | -------------- |
| Nürnberger Marionettentheater | Marionettentheater im Apollontempel im Cramer-Klett-Park | 1949      |                |
| Theater der Altstadt Nürnberg | freies Theater mit Erwachsenen- und Kinderstücken; betrieben durch den Verein Theater der Altstadt Nürnberg e. V. | 1959      |                |
| Theater Mummpitz              | Kindertheater; von der Stadt Nürnberg, dem Land Bayern sowie vom Bezirk Mittelfranken gefördert; Mitglied der ASSITEJ (Association Internationale du Théâtre de l’Enfance et la Jeunesse – Vereinigung des Theaters für Kinder und Jugendliche) | 1980      |                |
| Theater Pfütze                | freies Theater am Rathenauplatz; zunächst als mobiles Theater unterwegs; erste feste Spielstätte von 1997 bis 2007 im Stadtteil Gostenhof; Kinder- und Erwachsenentheater                                                                       | 1986      | weitere Bilder |
| Theater Rootslöffel           | Kindertheater mit vielen Eigenproduktionen; als Tourneetheater gegründet, seit 1989 im Stadtteil Gostenhof | 1982      | weitere Bilder |
| Theater zwo sieben            | Jugend- und Kindertheater mit wechselnden Spielstätten | 1981      |                |

## Ehemalige Theater
| Theater                          | Beschreibung | Gegründet | Geschlossen | Bild           |
| -------------------------------- | --- | --------- | ----------- | -------------- |
| Altes Stadttheater               | Opernspiele, Schauspiel; bis 1905 Neues Stadttheater; Standort am Lorenzer Platz; im Zweiten Weltkrieg zerstört und nicht wieder eröffnet                                                               | 1832      | 1945        |                |
| Apollo-Theater                   | Varieteveranstaltungen, Operetten, Lustspiele, Theater, Artisten- und Akrobatik; ab 1914 nach Umbau auch Lichtspielvorführungen; im Zweiten Weltkrieg zerstört und anschließend als Kino wiedereröffnet | 1896      | 1945        | weitere Bilder |
| Auernheimersches Nationaltheater | Opernspiele, Schauspiel; Standort am Lorenzer Platz; wegen Baufälligkeit geschlossen | 1801      | 1827        |                |
| Lessingtheater                   | Zunächst private, später städtische Bühne; Ende der Theaternutzung 1959 durch Einweihung des Schauspielhauses                                                                                           | 1946      | 1959        |                |
| Tag- und Nachtkomödienhaus       | Musikdramen, Opernspiele, Schauspiel; erstes kommunales Theater in Deutschland; Standort am Lorenzer Platz; wegen Baufälligkeit geschlossen                                                             | 1628      | 1800        |                |
| Tassilotheater                   | private Kleinkunstbühne im Stadtteil Gostenhof; 2013 Theaterbetrieb eingestellt | 1982      | 2013        |                |